# Burmistrzowie i prezydenci Przemyśla

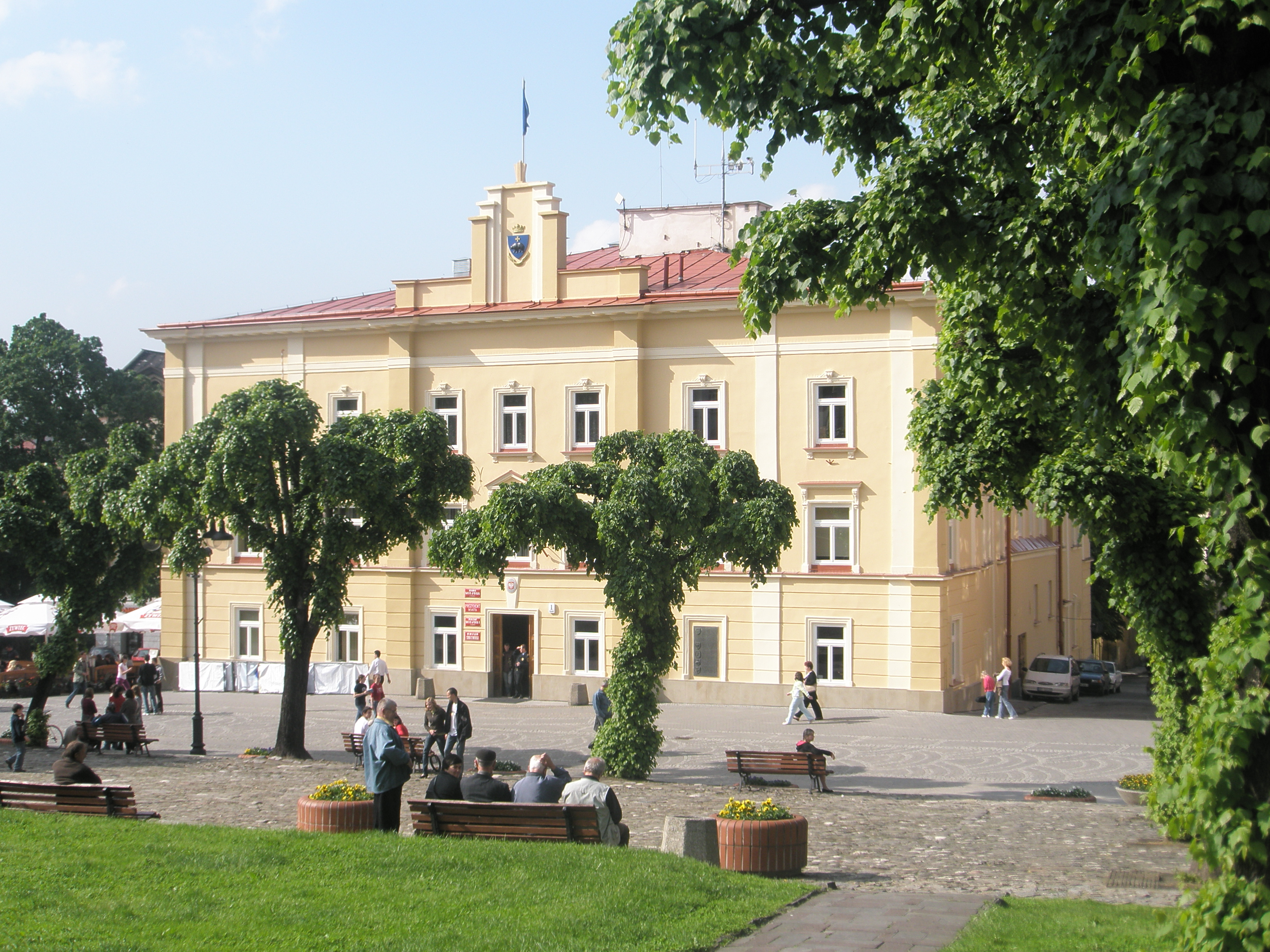
Przemyski ratusz.

## Burmistrzowie
- Adam Klein 1759–1770, 1774–1782, 1788
- Jan Pawłowski ?–1809
- Józef Benedykt Pawlikowski 1809–?
- Kazimierz Ziembicki 1819–1831
- Józef Laxa 1833–1835
- Ferdynand Lorenz 1837–1850
- Juliusz Chytry v. Freiselsfeld 1850–1852
- Jan Schrott 1853–1855
- Karol Kern 1856–1857
- Jerzy Odrobina 1858–1866
- Ignacy Frankowski  1867–1870
- Erazm Łobaczewski 1870–1872
- Jan Zezulka 1872–1873
- Walery Waygart 1873–1881
- Aleksander Dworski 1881–1901
- Franciszek Doliński 1901–1914
- Józef Lanikiewicz, komisarz rządowy, 28 stycznia – 5 listopada 1914
- Stanisław Goliński i Włodzimierz Błażowski asesorzy, 5 listopada 1914 – 13 kwietnia 1915
- Marian Hłuszkewycz z nadania rosyjskiego, 13 kwietnia – 11 maja 1915
- Józef Scheinbach asesor, 5 stycznia – luty 1916
- Władysław Łyszkowski komisarz rządowy, luty 1916 – 5 maja 1918
- Włodzimierz Błażowski komisarz rządowy, 5 maja 1918–1918
- Michał Bystrzycki 1918–1919
- Józef Kostrzewski 1919–1928[1]
- Kazimierz Rościszewski komisarz rządowy 1928
- Roman Krogulecki komisarz rządowy 1928–1933
- Tadeusz Bystrzycki 1933–1934
- Michał Bystrzycki  1934–1935

## Prezydenci
- Leonard Chrzanowski najpierw jako komisarz rządowy, następnie prezydent miasta 1935–1939
- Władysław Baldini (od 10 do 28 września 1939)
- Władysław Baldini, Tadeusz Bystrzycki, Apolinary Garlicki, Michał Romanowski, Eugeniusz Złotnicki radni 1939–1940
- Tadeusz Porembalski (1944)
- Andrzej Stompe (PPS) 1944–1945
- Michał Wiślicki (PPR) 1945–1948
- Ludwik Gościński (PPR) 1948–1950
- Mieczysław Mazurek (PZPR) 1973–1977
- Andrzej Wojciechowski (PZPR) 1977–1981
- Zbigniew Chabasiewicz (bezpartyjny) 21 V 1981 – 15 I 1982
- Bogusław Pruchnik (PZPR) 1982–1988
- Kazimierz Nycz (PZPR) 1988–1990
- Mieczysław Napolski 1990–1994
- Tadeusz Sawicki (PC) 1994–2000
- Marian Majka 2000–2002
- Robert Choma (Regia Civitas) 2002–2018
- Wojciech Bakun (Kukiz’15) od 2018